# Elias Stein
Elias Stein (anglès: Elias M. Stein)  (Anvers, 13 de gener de 1931 - Somerville, 23 de desembre de 2018), conegut com Eli Stein, va ser un matemàtic estatunidenc, nascut a Bèlgica.

## Vida i Obra
Stein va néixer a Anvers, però els seus pares, que eren jueus, van fugir de Bèlgica el 1940, quan el país va ser ocupat per l'exèrcit nazi. Es van establir a Nova York i el jove Stein va ser escolaritzat a la prestigiosa escola Stuyvesant. El 1949, en acabar els estudis secundaris, va anar a la universitat de Chicago per estudiar matemàtiques. Va obtenir el doctorat en aquest universitat el 1955 amb una tesi dirigida per Antoni Zygmund.
El curs 1955-56 va gaudir d'una beca post-doctoral de la National Science Foundation , a continuació va se professor del Massachusetts Institute of Technology i de la universitat de Chicago, abans de ser contractat el 1963 per la universitat de Princeton on va romandre fins a la seva retirada el 2012, essent cap del departament de matemàtiques en diferents períodes. Va morir el 2018 d'un càncer.
Stein va publicar més de 230 obres científiques entre les quals es troben llibres tan influents com el seu llibre dedicat a les Integrals Singulars (1970). Els seus principals treballs de recerca van ser en els camps de l'anàlisi matemàtica i l'anàlisi complexa, havent fet aportacions notables a la teoria de la interpolació,, a l'estudi de la transformada de Fourier, a la teoria de la representació, als espais {\displaystyle H^{P}}, i altres camps connexes.